# Cronologia degli eventi principali riguardanti la vita di Caligola
La cronologia degli eventi principali riguardanti la vita di Caligola elenca tutti quegli accadimenti importanti di questo imperatore romano, figlio adottivo di Tiberio, che regnò dal 37 all'anno della sua morte avvenuta nel 41.

## Cronologia
| Data                 | Evento | Monetazione |
| -------------------- | --- | --- |
| 12                   | Germanico Giulio Cesare, padre di Caligola, viene eletto console ordinario per la prima volta insieme a Gaio Fonteio Capitone                                          | |
| 31 agosto 12, Antium | Nasce Gaio Giulio Cesare Germanico, terzogenito di Germanico e Agrippina maggiore                                                                                      | |
| 19 agosto 14         | L'Imperatore Augusto muore all'età di settantasette anni | Asse emesso sotto Tiberio in memoria del divo Augusto, suo padre adottivo                                          |
| 17 settembre 14      | Il Senato si riunisce ed elegge Tiberio successore di Augusto | Aureo raffigurante su un lato la testa laureata di Tiberio imperatore; sull'altra faccia: Livia rappresenta la Pax |
| 14                   | Germanico parte per la spedizione in Germania e porta con sé la moglie Agrippina ed il piccolo Gaio.                                                                   | |
| Maggio 17            | Germanico torna a Roma e celebra il trionfo | Dupondio emesso da Caligola per ricordare il trionfo del padre                                                     |
| 17                   | Dopo il trionfo Tiberio manda Germanico in Oriente per calmare le acque dopo un vuoto di potere causato dalla morte dei re di Cappadocia e Commagene                   | |
| 10 ottobre 19        | Germanico muore ad Antiochia di Siria, avvelenato da Gneo Calpurnio Pisone e dalla moglie Plancina                                                                     | Asse raffigurante Tiberio su una faccia ed i figli Germanico e Druso minore sull'altra                             |
| 19                   | Caligola torna in Italia insieme alla madre | |
| Settembre 23         | Druso minore, figlio ed erede di Tiberio, muore avvelenato dal potente prefetto del pretorio Seiano                                                                    | Dupondio che celebra la morte di Druso minore                                                                      |
| 26                   | Tiberio si ritira sull'isola di Capri e lascia la capitale in mano a Seiano                                                                                            | |
| 29                   | Agrippina maggiore, Nerone Cesare e Druso Cesare (madre e fratelli di Caligola) vengono esiliati a causa di Seiano e moriranno rispettivamente nel 33, nel 30 e nel 33 | |
| 29                   | Caligola va ad abitare dalla bisavola Livia sul Palatino | |
| 29                   | Livia muore (28 settembre) e Caligola pronuncia il suo elogio funebre. Va poi a vivere dalla nonna Antonia minore                                                      | |
| 31                   | Caligola va a vivere a Capri con Tiberio e riceve la toga virilis | |
| 31                   | Caligola sposa Giunia Claudia | |
| 17 ottobre 31        | Quinto Nevio Cordo Sutorio Macrone viene nominato prefetto del pretorio e Seiano viene imprigionato                                                                    | |
| 18 ottobre 31        | Seiano viene giustiziato e colpito da damnatio memoriae | Asse in cui è abraso il nome di Seiano a causa della sua condanna alla damnatio memoriae                           |
| 35                   | Le condizioni di salute di Tiberio iniziano a vacillare e l'Imperatore si ritira a Miseno                                                                              | |
| 16 marzo 37          | Tiberio muore, forse avvelenato da Caligola e dal prefetto Macrone. I suoi eredi sono i nipoti Tiberio Gemello e Caligola                                              | |
| 18 marzo 37          | Il Senato nomina Caligola unico Imperatore, scavalcando le volontà di Tiberio che lo nominava coerede                                                                  | Denario raffigurante su un lato la testa laureata di Caligola imperatore e sull'altro lato Germanico               |
| 37                   | Caligola inizia il suo Principato con mesi di festa, costruzioni di opere pubbliche ed elargizioni che lo fanno amare da tutti                                         | |
| 37                   | Caligola sposa Livia Orestilla e la ripudia dopo pochi giorni | Ritratto di Orestilla dal Promptuarii Iconum Insigniorum                                                           |
| 1º luglio 37         | Caligola diventa console insieme allo zio Claudio | |
| Ottobre 37           | Caligola si ammala e dopo essere tornato in salute cambia totalmente, diventando il folle Imperatore che passò alla storia                                             | |
| 38                   | Uccisione di Tiberio Gemello | |
| 10 luglio 38         | Morte di Giulia Drusilla amatissima sorella di Caligola. Questo evento peggiora ulteriormente la sua sanità mentale. Drusilla viene inoltre deificata.                 | |
| 38                   | Caligola sposa Lollia Paolina e poi divorzia da lei, mandandola in esilio                                                                                              | Ritratto di Paolina dal Promptuarii Iconum Insigniorum                                                             |
| 1º gennaio 39        | Caligola inaugura il suo secondo consolato | |
| 39                   | Caligola sposa Milonia Cesonia | Ritratto di Cesonia dal Promptuarii Iconum Insigniorum                                                             |
| 4 settembre 39       | Nascita di Giulia Drusilla, figlia dell'Imperatore | |
| 1º gennaio 40        | Caligola inaugura il suo terzo consolato | |
| 40                   | Caligola parte per la Germania per iniziare la sua spedizione | |
| 40                   | Raggiunto il Reno resta fermo per molto tempo | |
| 40                   | Caligola si muove verso la Manica, dove accetta la resa del principe britannico Adminio                                                                                | |
| 40                   | Caligola torna a Roma dove incontra il cugino Tolomeo di Mauretania. Appena lo vede lo fa uccidere                                                                     | |
| 1º gennaio 41        | Caligola inizia il suo quarto consolato | |
| 24 gennaio 41        | Caligola viene assassinato insieme alla moglie ed alla figlia sul Palatino durante i ludi                                                                              | |

### Fonti primarie
- Aurelio Vittore, De Caesaribus. ((FR)  Des Césars  — traduzione in francese di N. A. Dubois)
- Aurelio Vittore, Epitome de Caesaribus. ((EN)  Epitome — traduzione in inglese di Thomas M. Banchich).
- Cassio Dione, Historia Romana, libri LI-LIX-LX. URL consultato il 5 novembre 2015 (archiviato dall'url originale il 27 settembre 2015).  ((EN)  Roman History — traduzione in inglese su LacusCurtius).
- Eutropio, Breviarium ab Urbe condita, libro VII.  ((EN)  Abridgement of Roman History  — testo latino e traduzione in inglese di John S. Watson).
- (GRC) Filone, De Legatione ad Gaium.  ((EN)  On the Embassy to Gaius  — traduzione in inglese di Charles D. Yonge).
- (GRC) Filone, Flaccus.  ((EN)  Flaccus  — traduzione in inglese di Charles D. Yonge).
- (GRC) Flavio Giuseppe, Antichità giudaiche, libri XIII-XVIII-XIX. ((EN)  The Antiquities of the Jews  — traduzione in inglese di William Whiston).
- Giovenale, Saturae, libroVI. 
  - (IT)  Satire  — traduzione in italiano di Raffaello Vescovi;
  - (EN)  Satires  — traduzione in inglese della squadra di editori di G. G. Ramsay e John Dryden.
- Plinio il Vecchio, Naturalis Historia,  libri IV-V-XVI-XXXVI.  ((EN)  Natural History — traduzione in inglese di Chicago University).
- Seneca il giovane, De brevitate vitae.  ((EN)  On the shortness of life  — traduzione in inglese di John W. Basore).
- Seneca il giovane, De constantia sapientis.  ((EN)  On the Firmness of the Wise Man  — traduzione in inglese di Aubrey Stewart).
- Seneca il giovane, De ira.  ((EN)  Of Anger  — traduzione in inglese di Aubrey Stewart).
- Svetonio, De Vita Caesarum,  libri III-IV-V. 
  - (IT)  Vite dei Cesari — traduzione in italiano di Progettovidio;
  - (EN)  The Lives of the Twelve Caesars  — traduzione in inglese di John Carew Rolfe.
- Tacito, Annales,  libri I-IV-V-VI-XI. 
  - (IT)  Annali — traduzione in italiano di Progettovidio;
  - (EN)  Annals  — traduzione in inglese di Alfred J. Church e William J. Brodribb.
- Tacito, De vita et moribus Iulii Agricolae.  ((EN)  De vita et moribus Iulii Agricolae  — traduzione in inglese di Alfred John Church e William Jackson Brodribb).
- Tacito, Dialogus de oratoribus.  ((EN)  Dialogus de oratoribus  — traduzione in inglese di Alfred John Church e William Jackson Brodribb).
- Valerio Massimo, Factorum et dictorum memorabilium libri IX,  libro VIII.

### Fonti storiografiche moderne
in italiano
- Alberto Angela, Impero. Viaggio nell'Impero di Roma seguendo una moneta, Mondadori, 2010, ISBN 978-88-04-59239-6.
- Giuseppe Antonelli, Caligola: imperatore folle o principe inadeguato al ruolo assegnatogli dalla sorte?, Roma, Newton & Compton, 2001, ISBN 88-8289-569-6.
- Roland Auguet, Caligola o il potere a vent'anni, traduzione di Clara Sereni, Collana Biografie, Roma, Editori Riuniti, 1984, 1993. Testo originale:  Roland Auguet, Caligula ou le pouvoir à vingt ans, Parigi, Payot, 1975.
- Giuditta Cambiaggio, Caligola. Il sadico onnipotente, Milano, De Vecchi Editore, 1969.
- Albert Camus, Caligola (un testo inedito scritto nel 1941), traduzione di e introduzione di Franco Cuomo, Milano, Bompiani, 1985.
- Arther Ferrill, Caligola. Imperatore di Roma, Torino, SEI, 1996, ISBN 88-05-05599-9.
- Angelo Filipponi, Caligola il sublime: una biografia, Ancona, Cattedrale, 2009, ISBN 978-88-95449-55-5.
- Giuseppina Ghini, Caligola. La trasgressione al potere, Gangemi, 2013, ISBN 978-88-492-2683-6.
- Michael Grant, Gli imperatori romani, Newton Compton Editori, 2012, ISBN 978-88-541-4697-6.
- Ernst Köberlein, Caligola e i culti egizi, Collana Antichità classica e cristiana n.27, Brescia, Paideia, 2000, ISBN 978-88-394-0059-8.
- Santo Mazzarino, L'Impero romano, Roma-Bari, Editori Laterza, 1973, 1976, 1984.
- Indro Montanelli, Storia di Roma, collana Biblioteca Universale Rizzoli, Milano, RCS MediaGroup, 2011, ISBN 978-88-17-05019-7.
- Guglielmo Natalini, Caligola. L'imperatore in rivolta che voleva la luna, Anzio, Ass. Culturale La Teca, 2008, ISBN 88-89540-03-6.
- Daniel Nony, Caligola, traduzione di C. De Nonno, Collana Profili, Roma, Salerno Editrice, 1988, ISBN 978-88-8402-001-7.
- Mario Pani, Lotte per il potere e vicende dinastiche. Il principato fra Tiberio e Nerone, Torino, Einaudi, 1990., parte dell'opera Storia di Roma a cura di Arnaldo Momigliano e Aldo Schiavone.
- Mario Pani, Potere e valori a Roma fra Augusto e Traiano, Edipuglia srl, 1992, ISBN 978-88-7228-093-5.
- Furio Sampoli, Le Grandi Donne di Roma Antica, Roma, Newton & Compton, 2003, ISBN 978-88-8289-885-4.
- Maria Grazia Siliato, Caligola: il mistero di due navi sepolte in un lago, Milano, Mondadori, 2005, ISBN 88-04-53706-X.
- Antonio Spinosa, Tiberio, l'imperatore che non amava Roma, Milano, Mondadori, 1991, ISBN 978-88-04-43115-2.
- Ronald Syme, L'Aristocrazia Augustea, Milano, Rizzoli, 1993, ISBN 978-88-17-11607-7.

in inglese
- Geoff W. Adams, The Roman Emperor Gaius "Caligula" and His Hellenistic Aspirations, Universal-Publishers, 2007, ISBN 978-1-59942-423-1.
- Anthony A. Barrett, Agrippina: Mother of Nero, Roman Imperial Biographies, Routledge, 2002, ISBN 978-1-134-61863-7.
- Anthony A. Barrett, Caligula: The Corruption of Power, Yale University Press, 1998, ISBN 978-0-300-07429-1.
- Matthew Bunson, A Dictionary of the Roman Empire, Oxford University Press, 1995, ISBN 978-0-19-510233-8.
- Nicolò Castellino, Nicola Sannolo e Pietro Castellino, Inorganic Lead Exposure and Intoxications, CRC Press, 1994, ISBN 978-0-87371-997-1. ((EN)  Google books)
- William E. Dunstan, Ancient Rome, Rowman & Littlefield Publishers, 2010, ISBN 978-0-7425-6833-4.
- Michael Farquhar, A Treasure of Royal Scandals, New York, Penguin Books, 2001, ISBN 0-7394-2025-9.
- Albino Garzetti, From Tiberius to the Antonines: A History of the Roman Empire from AD 12-192, Londra, Methuen & Co. LTD., 1974, ISBN 0-416-70480-8.
- Marjorie Lightman, A to Z of Ancient Greek and Roman Women, Facts on File, 2007, ISBN 978-0-8160-6710-7.
- L. Keppie, The making of the roman army, Oklahoma, 1998, ISBN 0-8061-3014-8.
- Chris Scarre, Chronicle of the Roman Emperors, Londra, Thames & Hudson, 1999, ISBN 0-500-05077-5.
- Allen Ward, Cedric Yeo, Fritz Heichelheim, A History of the Roman People: Third Edition, Prentice-Hall, Inc., 1999, ISBN 978-0-13-896598-3.
- Aloys Winterling, Caligula: A Biography, traduzione di Deborah L. Schneider, Glenn W. Most e Paul Psoinos, Berkeley e Los Angeles, University of California Press, 2011, ISBN 978-0-520-94314-8.

in francese
- D. Wardle, Suetonius' Life of Caligula, Bruxelles, Latomus, Revue d'Etudes Latines, 1994, ISBN 978-2-87031-165-3.

in tedesco
- Ludwig Quidde, Caligula. Eine Studie über römischen Caesarenwahnsinn (Caligola: Uno studio sulla demenza imperiale), Leipzig Friedrich, 1894. In quest'opera l'imperatore Caligola viene paragonato al Kaiser Guglielmo II.

raccolte numismatiche
- Harold Mattingly, Coins of the Roman Empire in the British Museum (BMCRE), vol. I (Augustus to Vitellius), Londra, 1968-1978.
- Henry Cohen, Description historique des Monnaies frappées sous l'Empire romain, communément appelées Médailles impériales, vol. I (De Pompée à Domitien, 67 avant J.-C. à 96 après J.-C.), Parigi, 1880-18922. (Henry Cohen Volume I)
- Harold Mattingly & Edward Allen Sydenham, Roman Imperial Coinage (RIC), vol. I (Augustus to Vitellius), Londra, Spink & Son, 1923-1994. (Roman Imperial Coinage)
- H.A. Seaby, D.R.Sear, Roman Silver Coins (RSC), vol. II, Londra, 1978.